# Arche Andriani

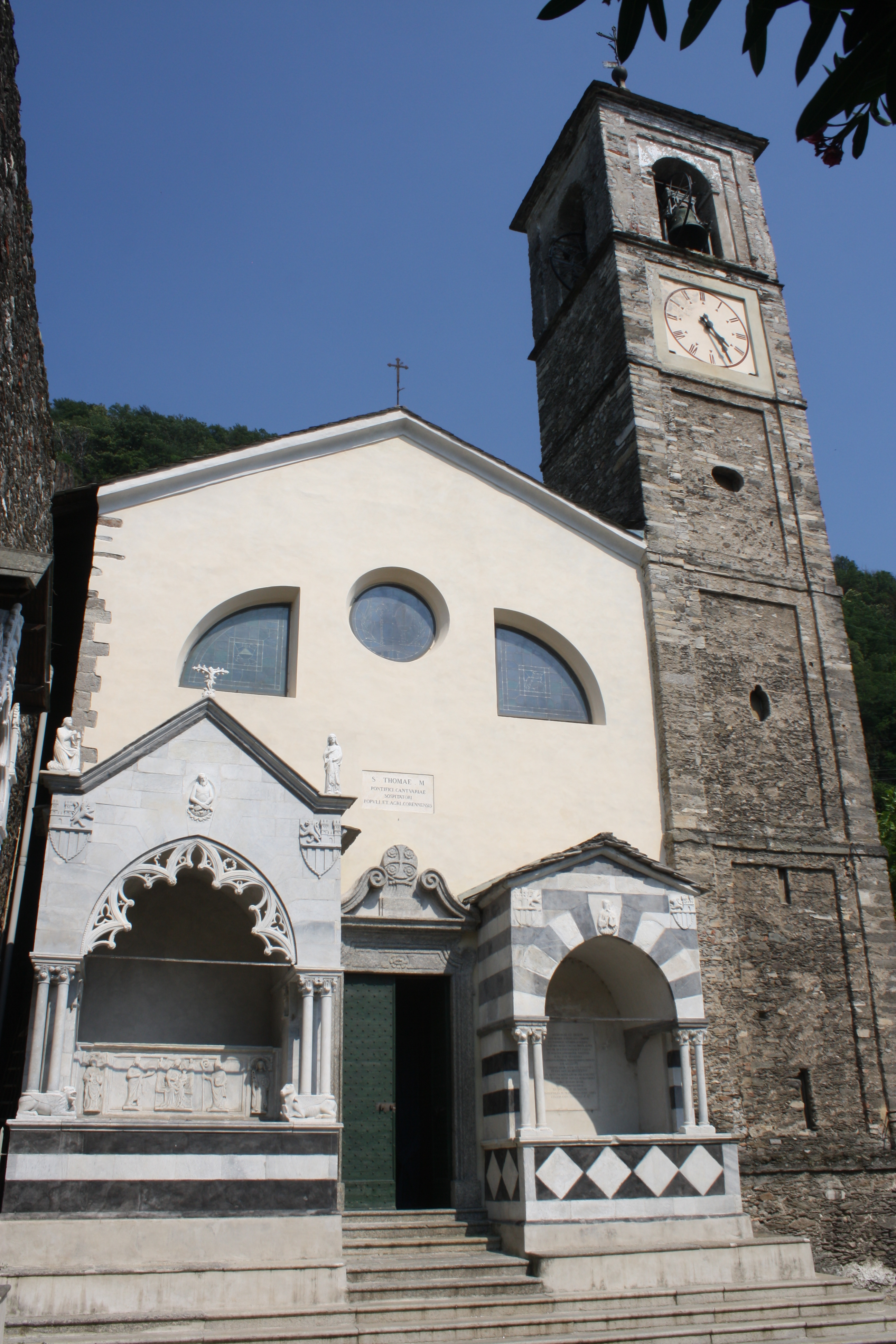
Chiesa di San Tommaso di Canterbury (Dervio)

Le arche Andriani sono tre opere di scultura gotica realizzate in marmo da ignoti autori, riconducibili al XIV secolo e addossate all'esterno della Chiesa di San Tommaso di Canterbury a Corenno Plinio, in provincia di Lecco.

## Storia e descrizione
Le tre arche sepolcrali sono riferite alla famiglia dei conti Andriani, feudatari del borgo dal 1271.
Due sono addossate ai lati del portale d’ingresso della chiesa, mentre la terza si trova a sinistra, contro le mura del castello.
Stando a quanto riportato da Cesare Cantù nella sua opera Grande illustrazione del Lombardo Veneto, in passato sarebbe esistita anche una quarta arca, andata distrutta durante la realizzazione della scala di accesso all'organo della chiesa.
Nonostante l'autore delle arche sia ignoto, alcuni autori non escludono la mano di Giovanni da Campione, che attorno alla metà del XIV secolo sarebbe stato coinvolto nella costruzione della Chiesa dei Santi Nazaro e Celso di Bellano.

### Prima arca
Il monumento situato sul lato destro del portale consta di un monumentale sarcofago ricoperto da una volta a botte con copertura a spioventi, sostenuta da colonnine binate che terminano con capitelli ornati con foglie a crochet, teste di leone e volti solenni. È decorato con conci di marmo bianco di Musso alternati a conci di calcare serpentino nero. Sulla lapide di fondo è possibile osservare l'iscrizione che attesta la sepoltura di Giovanni Maria Andreani, lì tumulato nel 1774, mentre sulla chiave di volta è visibile un Cristo benedicente. Per la semplicità della sua decorazione il monumento è probabilmente il più antico dei tre, ed è plausibilmente riconducibile al XIII secolo.

### Seconda arca
La seconda tomba, sul lato sinistro del portale, presenta negli acroteri del tetto tre statue con la Vergine Annunciata, l'Angelo e il Crocifisso, oltre alle formelle con gli stemmi gentilizi e Cristo sul fronte. Anche in questo secondo monumento funebre sono presenti delle colonnine binate, che differiscono dalle precedenti in quanto sostenute da un Leone e da un Bue, rispettivamente i simboli degli evangelisti Marco e Luca. I simboli degli altri due evangelisti, l'Angelo e l'Aquila, sono posti ai lati interni dell'edicola scolpiti in formelle. Presenta sul lato anteriore un arco gotico, ornato da una pizzo marmoreo ad archi trilobati, sulla cui chiave di volta è possibile osservare un Cristo morto. La seconda tomba, sicuramente più recente della prima, è databile intorno alla metà del XIV secolo.

### Terza arca

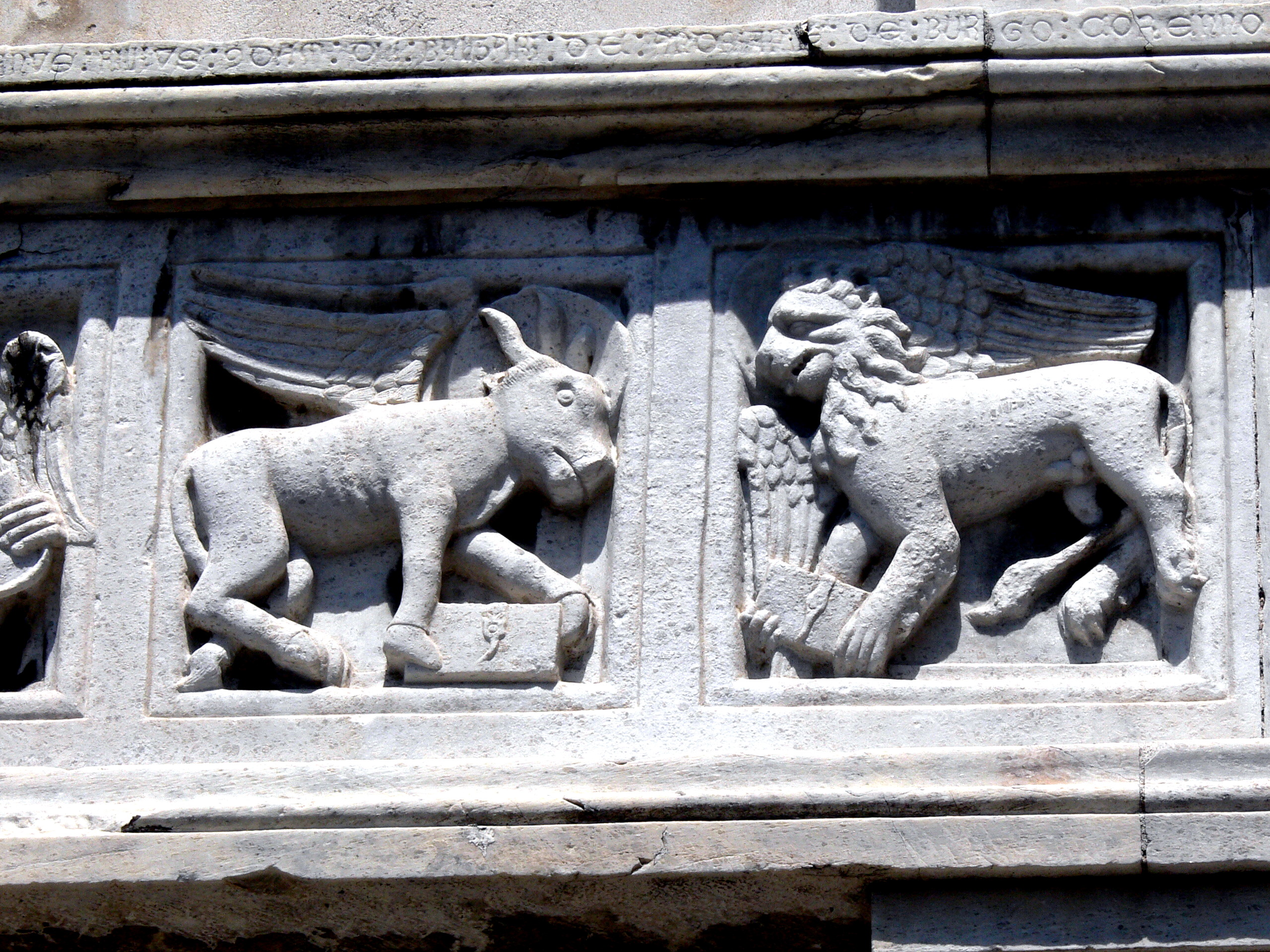
Scultura sul basamento della terza arca

Il terzo monumento si trova ora addossato al castello a sinistra della chiesa, ma originariamente era situato all'interno della chiesa stessa. Tale spostamento, testimoniato da una targa posta a sinistra dell'arca stessa, avvenne nel 1870, per volere di Alessandro Sormani-Andreani, nell'ambito di un ampliamento del sagrato. Il basamento marmoreo, a fasce bianche e nere, sostiene quattro colonnine, le quali a loro volta sostengono il sarcofago, e su di esso sono scolpiti i simboli degli evangelisti. Un'ulteriore coppia di colonnine binate sovrastante il sarcofago regge un fregio polilobato con pinnacoli. Come riportano le iscrizioni sul fronte e sulla destra dell'urna, il monumento fu eseguito nel 1371 per Balzaro Andreani. Fu restaurato nel 1771 in occasione del quarto centenario, come attesta l'epigrafe sotto l'urna.